# Arent Dircksz. Vos
Arent Dircksz. Vos (Delft, 1500 - Den Haag, 30 mei 1570) was pastoor in de Domkerk te De Lier, Nederland, die in 1566 overging tot het protestantisme om verder te gaan als predikant. In 1567 werd hem door het Hof verboden nog verder te prediken, maar ondanks het verbod ging hij door. Later is hij gevangengenomen, ter dood veroordeeld en verbrand op de brandstapel na te zijn gewurgd. Naast predikant was hij ook dichter van geuzenliederen.
Rond 1566 kwam het calvinisme op in de toenmalige Rooms-katholieke Nederlandse provincies. Omdat calvinisten tegen de verering van beelden waren en tegen de rijkdom van de kerk, brak in 1566 de Beeldenstorm uit, waarbij de inventaris van veel kerken werd vernield. Dit gebeurde ook in Holland en de parochie van De Lier. De toenmalige pastoor Arent Dircksz. Vos, priesterbroeder van de Duitse Orde, ging over tot het calvinisme en liet de beelden in de Lierse kerk verbranden. Van het beeld van St. Joris op een paard werd door hem het zilveren harnas van 10¼ pond, met hamer en beitel, verwijderd. Naderhand heeft hij het beeld in de wijngaard gezet om er later bier mee te brouwen, door zijn brouwketel ermee te stoken. Verder doopte hij de kinderen in de nieuwe religie, leerde hij de mensen Nederlandstalige psalmen zingen, werd het Onzevader in het Nederlands gebeden en werden de doden begraven volgens het protestantisme. 
Onder andere door de Beeldenstorm raakten de Nederlandse provincies in oorlog met de landheer van de provincies, de Spaanse koning. Voor en gedurende de Tachtigjarige Oorlog schreef Vos diverse geuzenliederen, waaronder het beroemde geuzenlied: ‘Slaet opten trommele’. 
Op 10 januari 1567 werd Vos gevangengenomen om vrijgelaten te worden onder voorwaarde dat hij niet meer het protestantse geloof mocht uitdragen. Uiteindelijk heeft hij zich daaraan niet gehouden en is hij doorgegaan met prediken, waarna hij opnieuw werd gevangengenomen en ter dood werd veroordeeld. Vos zat gevangen samen met Adriaen Jans van Berckou, sinds 1560 pastoor van IJselmonde, Sybrand Jansz., sinds 1562 pastoor te Schagen die in mei 1567 was uitgeweken, en Wouter Symonsz., karmeliet en priester, later predikant. De executie werd uitgevoerd op 30 mei 1570, waarbij zij eerst gewurgd en daarna verbrand werden in Den Haag. Drie dagen daarvoor waren zij uit hun ambt gezet door de bisschop van 's-Hertogenbosch.
Een gebrandschilderd raam aan de noordzijde van de Lierse Dom herinnert nog aan de voormalig pastoor en predikant, alsook een straatnaam in het dorp naast de kerk.

## Bron
- P.C. Molhuysen en P.J. Blok Nieuw Nederlandsch biografisch woordenboek. Deel 5 A.W. Sijthoff, Leiden 1921.
- E. van der Pool, 'Arend Dirksz. Vos: ketter, beeldenstormer en martelaar. De kettervervolging van een geestelijke uit De Lier tijdens de Tachtigjarige Oorlog'. In: Historisch Jaarboek Westland ( De Lier, nummer 37 2024 ) 87-103.